# 久米賞・百合子賞
久米賞・百合子賞（くめしょう ゆりこしょう）は、日本の文学賞。

## 概要
福島県郡山市にゆかりのある作家、久米正雄と宮本百合子を顕彰し、未発表の小説や詩を募集している。1962年に創設された。公益社団法人郡山青年会議所が主管している。
郡山市、郡山市教育委員会、公益財団法人郡山市文化・学び振興公社こおりやま文学の森資料館が共催している。規定枚数は、小説の場合は400字詰め原稿用紙30枚以内、詩の場合は5編とされている。対象者は、郡山市内に在学・在籍する中学3年生。優秀作品にはそれぞれ正賞、佳作、入選として作品集などで発表のうえ表彰される。正賞受賞校には学校賞として表彰される。男子に久米賞が、女子に百合子賞が贈呈される。